# كراون بينتس
كراون بينتس (بالإنجليزية: Crown Paints)‏ هي شركة بريطانية لتصنيع الطلاء.

## وصلات خارجية
- الموقع الرسمي